# Sukaluyu (Sukawening)
Sukaluyu is een bestuurslaag in het regentschap Garut van de provincie West-Java, Indonesië. Sukaluyu telt 3998 inwoners (volkstelling 2010).